# Corumbá
Corumbá je město v Brazílii. Leží ve státě Mato Grosso do Sul 425 km severozápadně od Campo Grande na břehu řeky Paraguay. Žije v něm přibližně 96 tisíc obyvatel a je třetím největší městem státu Mato Grosso do Sul. Samotné město má rozlohu 21 km² a je správním centrem stejnojmenné obce o rozloze 64 960 km², která je největší v Brazílii mimo oblast Amazonie. Řeka tvoří státní hranici s Bolívií, ve městě proto žije mnoho Bolivijců. Naproti přes řeku se nachází bolivijské město Puerto Quijarro. Panuje zde tropické savanové podnebí.
Město je centrem mezinárodního obchodu a turistiky, neboť je vstupní branou do regionu Pantanal. Přes řeku Paraguay zde vede most z roku 1947, pojmenovaný po tehdejším brazilském prezidentovi Gasparu Dutrovi. Corumbá má také mezinárodní letiště a vede z ní železniční trať do bolivijského města Santa Cruz de la Sierra.
Corumbá má přezdívku „Cidade Branca“ (Bílé město) podle vápencové půdy v okolí, díky tomu je také producentem stavebních hmot. Jižně od města se nachází velký důl na železnou rudu, provozovaný firmou Vale SA. V okolí se pěstuje rýže, kukuřice, maniok a cukrová třtina, významný je také rybolov a dobytkářství.
Název města je odvozen od výrazu „curupah“, který v guaranštině znamená „hojnost pepřovníků“. Jako první Evropan se sem dostal v roce 1524 Aleixo Garcia. Pohraniční osadu zde založili v září 1778 Portugalci pod názvem Vila de Nossa Senhora da Conceição de Albuquerque. Po pádu koloniální nadvlády se město stalo součástí nezávislé Bolívie, až prezident Mariano Melgarejo je odstoupil Brazílii. Město nabylo na významu v době paraguayské války, kdy zde vznikla pevnost Fort Junqueira. Počátkem dvacátého století se v regionu usadilo hodně Arabů.
Nachází se zde řada staveb ve stylu italského neoklasicismu a katedrála Marie pomocnice křesťanů z roku 1940. Výhled na město a okolí nabízí kopec Morro do Cruzeiro. V Corumbě sídlí muzeum zaměřené na historii a přírodu Pantanalu. Od roku 2004 se zde koná kulturní festival propagující integraci jihoamerických států.